# P.Y.T. (Pretty Young Thing)
«P.Y.T. (Pretty Young Thing)» (с англ. — «Симпатичная молодая штучка») — песня американского певца Майкла Джексона, шестой сингл из его шестого студийного альбома Thriller. Авторы трека — Джеймс Ингрэм и Куинси Джонс, продюсированием занимался Джонс. Песня была выпущена в качестве сингла в сентябре 1983 года на лейбле Epic Records.
Композиция поднялась на 10-ю позицию в американском чарте Billboard Hot 100 и стала 6-м синглом из альбома Thriller, попавшим в десятку хит-парада. 11-ю строчку «P.Y.T.» заняла в британском UK Singles Charts. В 1984 году песня была номинирована на «Грэмми».
В 2008 году в переиздании альбома Джексона Thriller 25 была выпущена переработанная версия песни под названием «P.Y.T. (Pretty Young Thing) 2008». Ремикс был создан при участии will.i.am.

## История создания и особенности композиции
Раннюю демоверсию композиции написали Майкл Джексон и Грег Филингейнс, она была медленнее и мелодичнее. Продюсер Куинси Джонс решил, что в альбоме Thriller и без этой песни слишком много баллад, вместе с Джеймсом Ингрэмом Джонс полностью переработал её. В результате, «P.Y.T.» стала одной из самых быстрых песен на пластинке Джексона; она была записана в тональности си минор.
В записи бэк-вокала поучаствовали сёстры Джексона, Джанет и Ла Тойя, повторяя в бридже за певцом: «na na na». Композиция выдержана в жанрах фанка и джазового ритм-н-блюза. В тексте музыкант флиртует с девушкой — «симпатичной молодой штучкой». В словах песни авторы использовали старый лексикон английского языка. Критики отметили фанковые риффы, а также «заразительные» элементы госпельного приёма «Зов и ответ».
Первоначальная демоверсия композиции в 2004 году вошла в бокс-сет Michael Jackson: The Ultimate Collection.

## Выпуск сингла и реакция критиков
«P.Y.T. (Pretty Young Thing)» была выпущена в качестве шестого сингла из шестого студийного альбома Джексона Thriller 19 сентября 1983 года. В продажу поступили 7-ми и 12-дюймовые виниловые пластинки. Композиция поднялась на 10-ю позицию в американском чарте Billboard Hot 100 и стала 6-м синглом из альбома Thriller, попавшим в десятку хит-парада.  11-ю строчку «P.Y.T.» заняла в британском UK Singles Charts. Cингл получил золотые сертификации в Великобритании, Дании и Мексике и четыре платиновые в США.
Рецензентам Billboard «P.Y.T.» напомнила более ранние работы Джексона. По мнению критиков журнала Rolling Stone песня не вписывается в атмосферу, созданную другими композициями альбома. Журналистка Los Angeles Times в 2008 году писала: «Аранжировка песни имеет определённый шарм, пусть она не такая сильная как „Beat It“ и не настолько гладкая насколько „Human Nature“. Но эти волнистые звуки синтезатора и партия баса отлично выполняют свою работу. Обработанного вокала в конце композиции, похожего на голос после вдоха гелия, оказалось достаточно, чтобы песня запечатлелась у меня в голове на четверть века». Журналисты PopMatters посчитали, что «P.Y.T.» послужила вдохновением для бесчисленного множества композиций в жанре танцевальной поп-музыки. В 1984 году песня была номинирована на «Грэмми» в категории «Лучшая ритм-н-блюз песня», но уступила другой песне Джексона — «Billie Jean».

## Участники записи
| - Майкл Джексон — вокал, бэк-вокал, хлопки - Куинси Джонс — слова, музыка, аранжировка - Джеймс Ингрэм — слова, музыка, бэк-вокал, аранжировка, хлопки - Говард Хьюит — бэк-вокал - Джанет Джексон, Ла Тойя Джексон, Бекки Лопез, Банни Халл — бэк-вокал в ролях «симпатичных молодых штучек» («P.Y.T.’s») | - Грег Филингейнс — синтезаторы, хлопки - Майкл Боддикер — Emulator - Пол Джексон — гитара - Льюис Джонсон — бас-гитара, хлопки - Стивен Рой — хлопки - Ньдугу Чанклер — ударные |

## Список композиций синглов
- 7" (номер в каталоге Epic Records — 34-04165)[8]

| №  | Название                      | Длительность |
| -- | ----------------------------- | ------------ |
| 1. | «P.Y.T. (Pretty Young Thing)» | 3:58         |

| №  | Название                | Длительность |
| -- | ----------------------- | ------------ |
| 2. | «Working Day And Night» | 4:26         |

- 12" (номер в каталоге Epic Records — TA 4136)

| №  | Название                      | Длительность |
| -- | ----------------------------- | ------------ |
| 1. | «P.Y.T. (Pretty Young Thing)» | 3:58         |

| №  | Название                                         | Длительность |
| -- | ------------------------------------------------ | ------------ |
| 2. | «This Place Hotel» (Live с группой The Jacksons) | 4:26         |
| 3. | «Thriller» (Instrumental)                        | 5:56         |

## Позиции в чартах и сертификации
| Чарт (1984)             | Высшая позиция |
| ----------------------- | -------------- |
| Австралия               | 40             |
| Бельгия (Фландрия)      | 6              |
| Великобритания          | 11             |
| Ирландия                | 4              |
| Канада                  | 17             |
| ФРГ                     | 51             |
| Нидерланды              | 14             |
| Польша                  | 19             |
| США (Hot 100)           | 10             |
| США (R&B/Hip-Hop Songs) | 46             |

| Страна               | Сертификат    |
| -------------------- | ------------- |
| Великобритания (BPI) | Золотой       |
| Дания (IFPI)         | Золотой       |
| Мексика (AMPROFON)   | Золотой       |
| США (RIAA)           | 4× Платиновый |

## Семплирование и кавер-версии
- 1995 год. Певица Smooth[англ.] использовала припев композиции Джексона в треке «P.Y.T. (Playa Young Thugs)», записанном совместно с Тупаком Шакуром[26].
- 2007 год. Семплы песни содержала композиция Канье Уэста «Good Life», записанная при участии T-Pain, она была выпущена в альбоме Уэста Graduation[27]. Сингл добрался до седьмой позиции чарта Billboard Hot 100[28].
- 2015 год. Джейми Фокс выпустил кавер-версию песни в качестве трибьюта Джексону[29].

## P.Y.T. (Pretty Young Thing) 2008
Ремикс на песню под названием «P.Y.T. (Pretty Young Thing) 2008» в 2008 году вошёл в переиздание альбома Thriller 25. Новая версия композиции была записана при участии will.i.am, в качестве сингла она не выпускалась. В ремиксе были использованы вокалы Джексона из первоначальной демоверсии песни.
«Песня начинается с действительно красивой запоминающейся аранжировки, — пишет критик портала IGN. — Но, как только в неё вмешивается will.i.am, она превращается из бодрящей соблазнительной композиции в грубую песню из репертуара группы Black Eyed Peas с той лишь разницей, что вокал качественнее». Журналисты Rolling Stone посчитали «P.Y.T. 2008» лучшей из пяти новых ремиксов в переиздании альбома Джексона.